# Богураєве
Богураєве (рос. Богураево) — станція у Білокалитвинському районі Ростовської області Південного федерального округу Росії. Входить до складу Богураєвського сільського поселення. 
У 20-их роках XX ст. почергово перебувала у Білокалитвинському та Олександро-Грушевському районах, згодом у Шахтинському повіті і Білокалитвинському районі Шахтинської округи в складі Донецької губернії України. 

## Географія
Станція Богураєве розташована поблизу однойменного зупинного пункту лінії Лиха — Морозовська Північно-Кавказької залізниці, за 4 км на північний захід від центру сільського поселення хутора Богураєва та у 11 км на захід від райцентру міста Біла Калитва. 
Вулиці
- вул. Путєйная (укр. Колійна).

## Клімат
Клімат станції Богураєве помірно-континентальний. Зими переважно тривалі та м'які, літо — спекотне та сухе. 
Найтепліший місяць липень, з середньою температурою +25 °C, найпрохолодніший місяць січень, середньою температурою -6 °C. 
Середня річна кількість опадів — 466 мм. Максимальна кількість опадів випадає у липні — 51 мм, мінімальна у вересні — 25 мм.
Середня річна відносна вологість повітря — 72%.

## Населення
| 2002 | 2010 |
| 58   | ↘ 30 |